# غيتس سموكوليس
غيتس سموكوليس (باللاتفية: Gatis Smukulis)‏ (و. 1987  م) هو راكب دراجة هوائية لاتفي، ولد في فالكا، شارك في طواف إسبانيا، وسباق طواف فرنسا 2014، والألعاب الأولمبية الصيفية 2008، وطواف فرنسا، وسباق طواف فرنسا 2013.

## سجل الفوز

### سباقات أو مراحل فاز بها
| التاريخ        | السباق                                    | المركز                                          |
| -------------- | ----------------------------------------- | ----------------------------------------------- |
| 01 يناير 2007  | Grand Prix Guillaume Tell 2007            | الفائز في التصنيف العام                         |
| 03 يونيو 2007  | Riga Grand Prix 2007                      | الفائز في التصنيف العام                         |
| 23 فبراير 2008 | حلقة جنوب أرديتشي 2008                    | الفائز في التصنيف العام                         |
| 22 يونيو 2016  | بطولة لاتفيا لسباق الدراجات ضد الزمن 2016 | الفائز في التصنيف العام                         |
| 26 يونيو 2016  | سباق الطريق للرجال في بطولة لاتفيا 2016   | الفائز في التصنيف العام                         |
| 04 أغسطس 2018  | طواف بحيرة تشينغهاي 2018                  | السابع في تصنيف الجبال                          |
| 30 سبتمبر 2018 | طواف ألماتي 2018                          | الخامس في التصنيف العام، الثامن في تصنيف النقاط |
| 31 أكتوبر 2018 | طواف هاينان 2018                          | الثاني في تصنيف الجبال                          |

## وصلات خارجية
- غيتس سموكوليس  في موقع Cycling Archives سايكلنج أركايفز.
- لمحة عن غيتس سموكوليس  على موقع ProCyclingStats  -  (برو  سايكلنج  ستاتس) - إحصاءات  محترفي  الدراجات.
- غيتس سموكوليس  على موقع SportsReference  - سبورتس رفرنس
- Gatis Smukulis  على موقع اللجنة الأولمبية الدولية